# Auguste Le Breton
Auguste Le Breton, echte naam Auguste Montfort (Lesneven, 18 februari 1913 – Saint-Germain-en-Laye, 31 mei 1999) was een Franse schrijver en scenarist. Hij is de auteur van meer dan 80 boeken, voornamelijk politieromans waarin hij argot gebruikte. Daarnaast schreef hij enkele autobiografische werken. Hij schreef meestal mee aan de dialogen en het scenario van de films die op zijn romans gebaseerd waren.

## Leven en werk
Le Breton kende een moeilijke kindertijd. Hij werd op vroege leeftijd door zijn moeder in de steek gelaten en zijn vader kwam om tijdens de Eerste Wereldoorlog.  Hij werd opgevangen in een instelling en in een weeshuis. Zijn vrijheidsdrang was zo hevig dat hij op zijn veertiende al twee keer ontsnapt was. De rest van zijn jeugd moest hij doorbrengen in een streng opvoedingstehuis. Dit maakte zo'n diepe indruk op hem dat hij later zijn belevenissen vertelde in Les Hauts Murs et La loi des rues.
Hij trok naar Parijs en oefende er diverse beroepen uit, van dakwerker tot illegale bookmaker. Hij kwam in contact met het criminele milieu en hield er stevige vriendschappen aan over. Dat zou hem later van pas komen eens hij de beslissing genomen had schrijver te worden. Tijdens de Tweede Wereldoorlog sloot hij zich aan bij het verzet.
De eerste roman van Le Breton, de politieroman Du rififi chez les hommes, wordt in 1954 gepubliceerd in de collectie Série Noire van uitgeverij Gallimard. Samen met Albert Simonin opende hij zo de weg voor andere Franse schrijvers in een tot dan uitsluitend Amerikaans getinte collectie. Het boek werd kort daarna verfilmd door Jules Dassin. Hetzelfde jaar nog verschenen Razzia sur la chnouf en Le rouge est mis. Ook deze twee polars werden spoedig op het grote scherm gebracht door respectievelijk Henri Decoin en Gilles Grangier. Jean Gabin en Lino Ventura namen twee keer de hoofdrollen voor hun rekening. 
Vanaf dan verscheen een schier onuitputtelijke reeks politieromans. Het succes van Du rififi chez les hommes lag aan de basis van een ganse serie waarin de plaats van actie telkens veranderde: Du rififi au Canada, Du rififi en Argentine, Du rififi à New York, Du rififi au Cambodge ... Meerdere delen werden verfilmd: Du rififi chez les femmes (door Alex Joffé), Du rififi à Tokyo (door Jacques Deray) en Du rififi à Paname (door Denys de La Patellière). Een van de andere romans van zijn hand waarvan een filmversie gedraaid werd was Le Clan des Siciliens (Henri Verneuil, 1969) waarin de tandem Gabin-Ventura Alain Delon op hun weg vond. Bob le flambeur (Jean-Pierre Melville, 1955) was ook gebaseerd op een scenario van Le Breton. De Ierse cineast Neil Jordan gebruikte voor The Good Thief (2002), zijn remake van Bob le flambeur, hetzelfde scenario.
Hij was ook autobiograaf, getuigen daarvan Les Hauts Murs en La loi des rues. Hij heeft eveneens La Môme Piaf, een biografische roman over Édith Piaf, op zijn naam staan.
Een jaar voor zijn dood bracht hij Du vent.. Et autres poèmes uit, een verzameling gedichten die hij in de loop der jaren geschreven had. Op 86-jarige leeftijd verloor Auguste Le Breton de strijd tegen longkanker en overleed in het ziekenhuis van Saint-Germain-en-Laye.
In 2008 maakte filmregisseur Christian Faure een film van zijn autobiografisch werk Les Hauts Murs

### Series
- Brigade antigangs
- Du rififi à Hambourg
- Du rififi au Canada
- Du rififi en Argentine
- Du rififi à New York
- Du rififi au Cambodge
- Du rififi à Hong-Kong
- Du rififi à Paname
- Du rififi à Barcelone
- Du rififi au Brésil
- Du rififi au Mexique
- Du rififi au Proche-Orient
- Du rififi derrière le Rideau de Fer

### Andere werken
- Les Hauts Murs (1954)
- Du rififi chez les hommes
- Le rouge est mis (1954)
- Razzia sur la chnouf  (1954)
- La Loi des rues (1955)
- Du rififi chez les femmes (1957)
- Rafles sur la ville (1957)
- Langue verte et noirs desseins (1960)
- Priez pour nous (1961)
- Les Jeunes Voyous (1967)
- Les Tricards (1967)
- Le Clan des Siciliens (1967)
- Les Racketters (1968)
- Les Maq's (1968)
- Le Tueur à la lune (1971)
- Le rouge est mis (1971)
- Les Bourlingueurs (1972)
- Les Pégriots (1973)
- La Môme Piaf (1980)
- Monsieur Crabe (1980)
- Ils ont dansé le rififi (1991)
- Le Bedeau (1995)
- Du vent.. et autres poèmes (1998)
- Du Rebecca chez les aristos (2002)

- Bibsys: 90667584
- Biblioteca Nacional de España: XX965571
- Bibliothèque nationale de France: cb119115329 (data)
- Catàleg d'autoritats de noms i títols de Catalunya: 981058513021906706
- CiNii: DA02004931
- Gemeinsame Normdatei: 119078759
- International Standard Name Identifier: 0000 0001 1477 9754
- Library of Congress Control Number: n50039775
- Bibliotheek van het Japanse parlement: 00447069
- Nationale Bibliotheek van Tsjechië: xx0055313
- Nationale bibliotheek van Australië: 35295146
- Nationale Bibliotheek van Israël: 987007580972005171
- Nederlandse Thesaurus van Auteursnamen: 070126577
- Istituto Centrale per il Catalogo Unico: CFIV108496
- SNAC: w6f48900
- Système universitaire de documentation: 026971879
- Trove: 901297
- Virtual International Authority File: 95319500
- WorldCat: E39PBJtcCGR6Yj4b4m8qmxVgrq